# World Trade Centers Association
Een World Trade Center of WTC is een organisatie van ondernemers voor de opbouw van een "wereldwijd netwerk" van bedrijven, die is aangesloten bij de World Trade Centers Association (WTCA) die is gevestigd te New York.

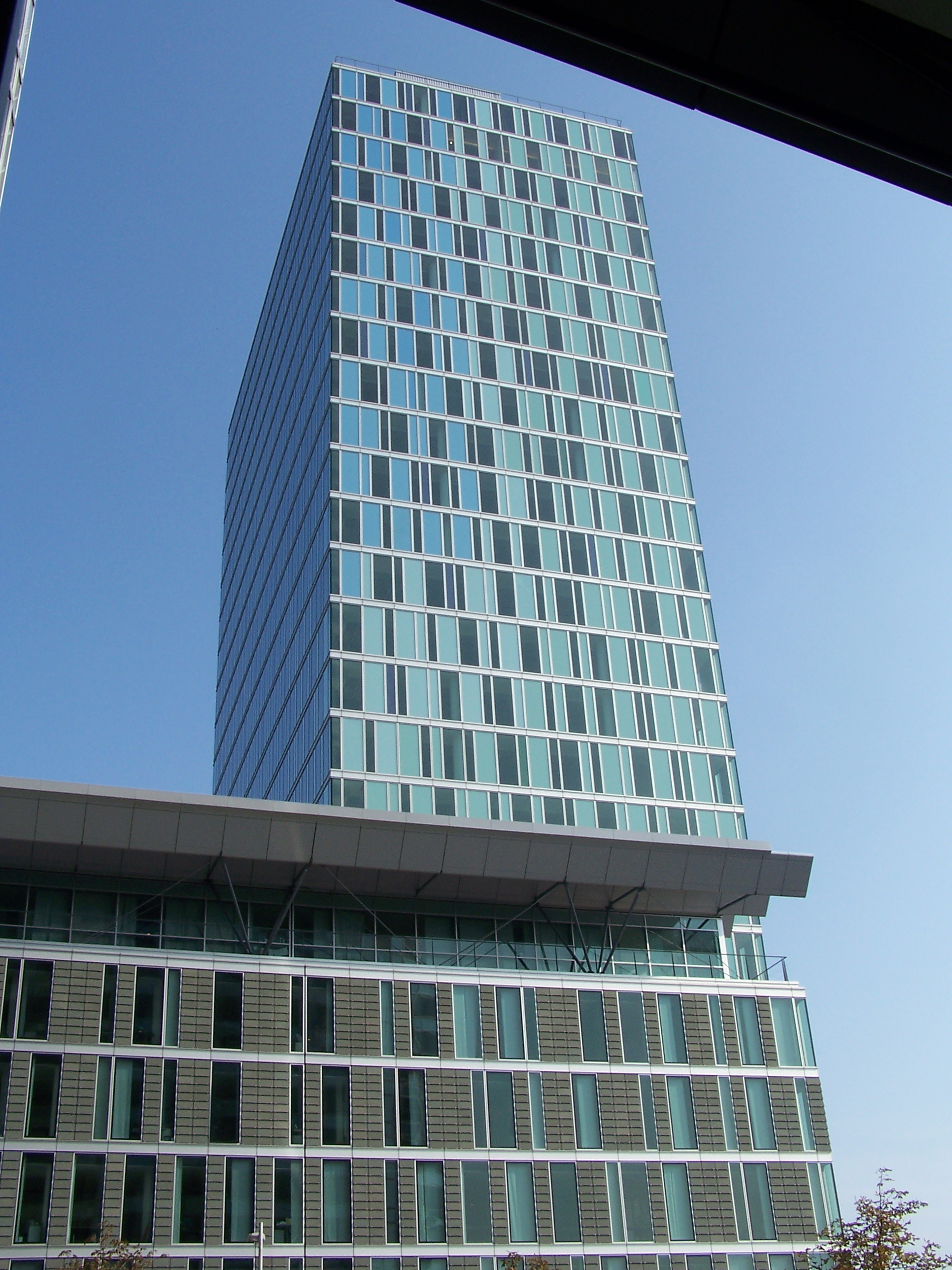
WTC H-Toren op de Zuidas in Amsterdam

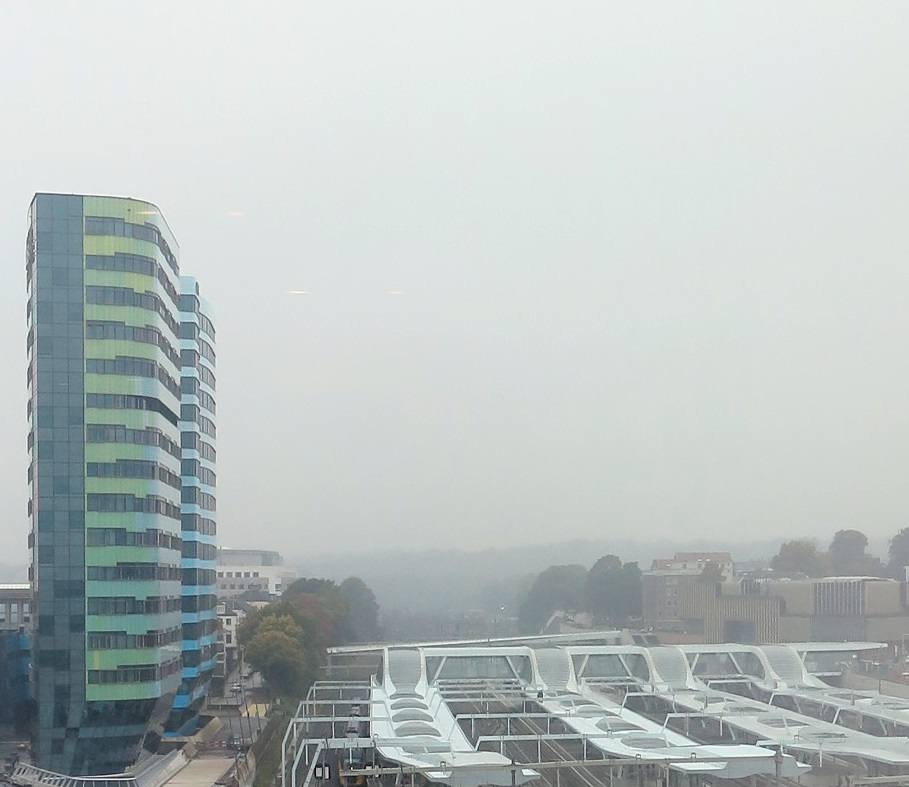
Links het World Trade Center in Arnhem, naast het station

De 'plaatselijke' WTC's hebben meestal een eigen gebouw waarin kantoren kunnen worden gevestigd van bedrijven die internationaal actief zijn. In deze gebouwen worden ook evenementen georganiseerd voor bedrijven die lid zijn van het WTC.
In een WTC zijn vaak bedrijven met internationale handelsrelaties of ambities gevestigd. World Trade Centers bevorderen internationale handel en globalisering door het aanleggen van handelsnetwerken tussen gebieden. Dit kan soms ook nationale doeleinden hebben.

## WTC's in Nederland
De Nederlandse World Trade Centers zijn te vinden in:
- Almere
- Amsterdam (WTC Amsterdam)
- Arnhem (WTC Arnhem-Nijmegen)
- Den Haag (Prinsenhof (Den Haag))
- Eindhoven
- Heerlen (WTC Heerlen-Aachen)
- Leeuwarden (WTC Leeuwarden, voorheen WTC-Expo, met 36.000 m² evenementenhal)
- Schiphol (WTC Schiphol Airport)
- Rotterdam (WTC Rotterdam)
- Hengelo (WTC Twente)
- Utrecht (WTC Utrecht)
- Utrecht (WTC Utrecht-Papendorp).

## WTC's in België
De Belgische World Trade Centers zijn te vinden in:
- Brussel (WTC Brussels)
- Antwerpen (WTC Antwerp Flanders).

## WTC's in de Verenigde Staten

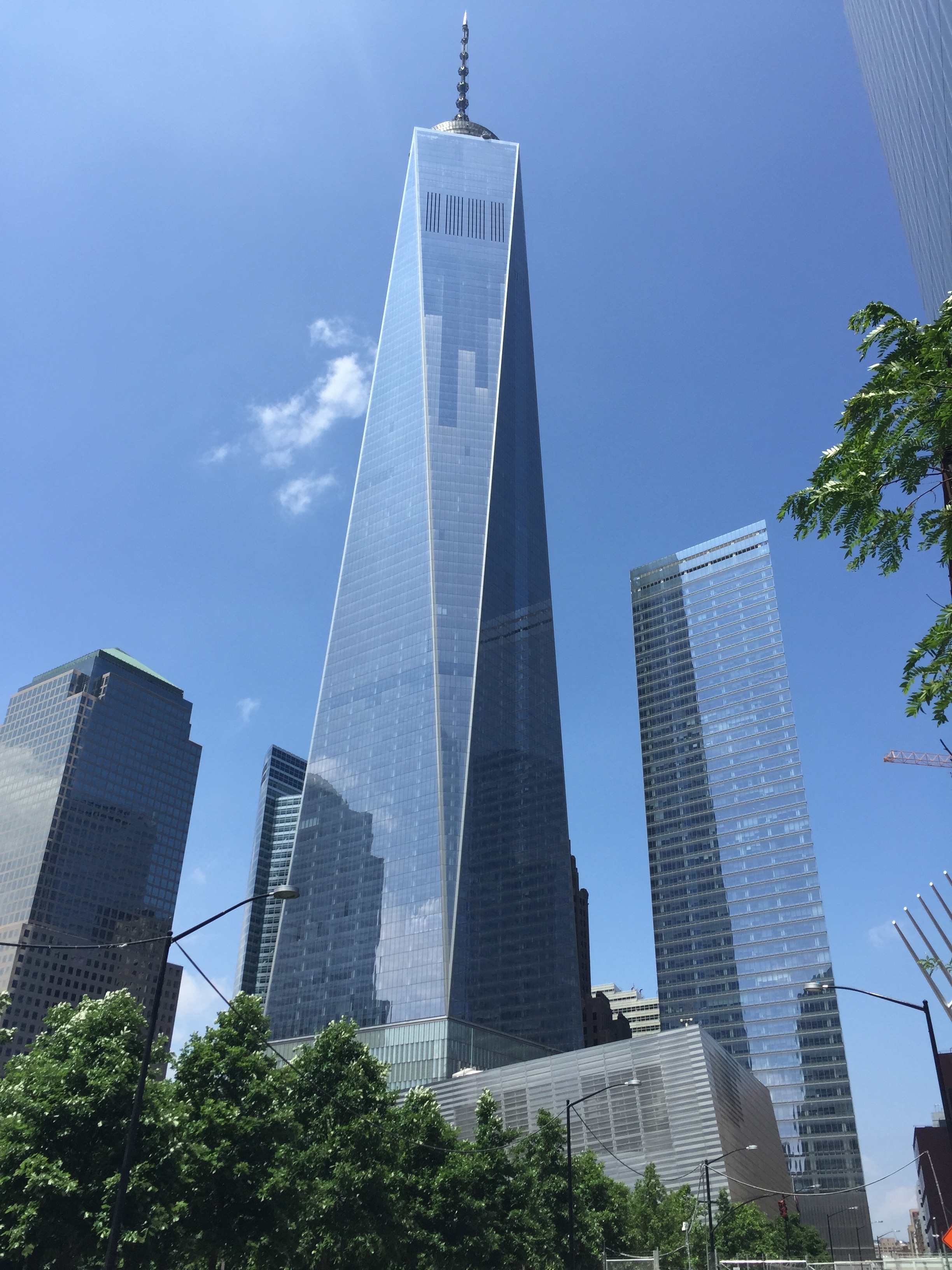
Het nieuwe World Trade Center in New York in mei 2015

In Noord-Amerika zijn in 71 steden WTC's gevestigd. Het bekendste Amerikaanse WTC staat in New York. Het oorspronkelijke World Trade Center aldaar werd verwoest door een aanslag op 11 september 2001. Het is sindsdien vervangen door een nieuw World Trade Center.